# Geloof en Vrijheid

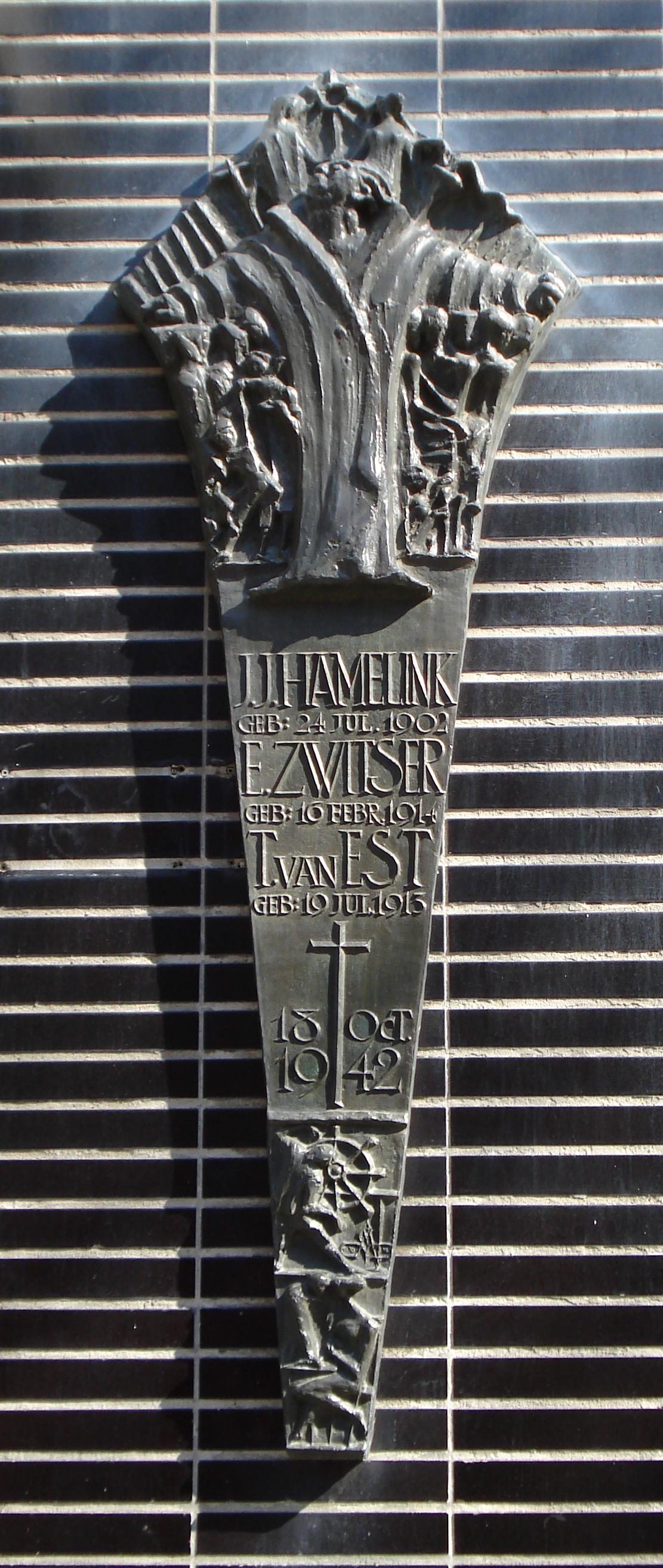
Gedenkteken "Geloof en Vrijheid", Rotterdam

Geloof en Vrijheid is een gedenkteken aan het gebouw in de 1e Pijnackerstraat in Rotterdam, waar op 18 oktober 1942 een groep ondergrondse werkers door de Duitsers werd overvallen. Drie verzetsmensen kwamen om het leven.
Het reliëf bestaat uit een fakkel, waarin bovenaan een figuur het verzet uitbeeldt. Onder zijn gespreide armen zoeken mannen, vrouwen en kinderen bescherming. Op zijn schouder zijn als twee figuurtjes Geloof en Vrijheid weergegeven. Het kunstwerk werd gemaakt door Loekie Metz.